# المنطقة الاقتصادية الخالصة لإندونيسيا

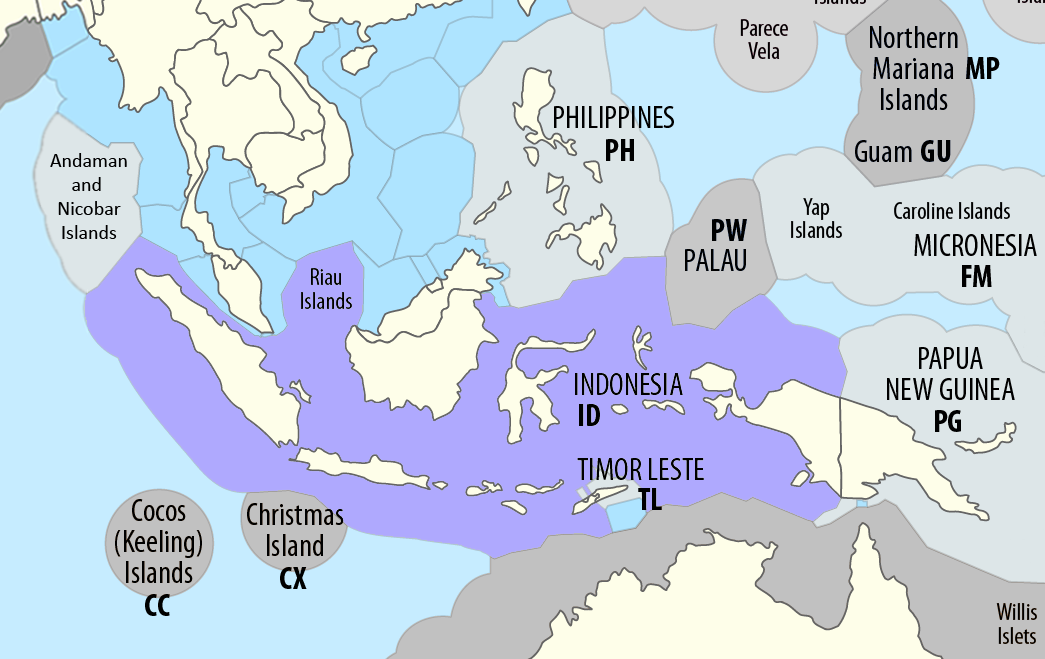
تظهر المنطقة الاقتصادية الخالصة في إندونيسيا باللون الأرجواني

المنطقة الاقتصادية الخالصة لإندونيسيا تمتلك إندونيسيا سادس أكبر منطقة اقتصادية حصرية في العالم بمساحة 6.159.032 كيلومتر مربع (2.378.016 ميل مربع). تدعي إندونيسيا أن المنطقة الاقتصادية الخالصة تبلغ 200 ميل بحري (370 كم) من شواطئها. وهذا يرجع إلى 13.466 جزيرة من الأرخبيل الإندونيسي. كما لديها ثالث أكبر خط ساحلي يبلغ طوله 54.720 كم (34.000 ميل). تقع في جنوب شرق آسيا بين المحيط الهندي والمحيط الهادئ.
إندونيسيا هي أكبر دولة جزرية في العالم. يبلغ إجمالي مساحة الأرض فيها 1.904.569 كيلومتر مربع (735.358 ميل مربع)، بما في ذلك 93.000 كيلومتر مربع (35.908 ميل مربع) من البحار الداخلية، والتي تشمل المضائق والخلجان وغيرها من المسطحات المائية.
الجزر الخمس الرئيسية هي: سومطرة وجاوة وبورنيو وسولاويزي وغرب غينيا الجديدة. هناك مجموعتان أخريتان هما جزريتان رئيسيتان نوسا تينجارا وجزر مالوكو، وستون مجموعة أخرى من الجزر الصغيرة. جزيرة بورنيو مشتركة مع ماليزيا وبروناي. سيباتاك التي تقع شمال شرق بورنيو تعد جزيرة مشتركة مع ماليزيا. جزيرة تيمور مشتركة مع تيمور الشرقية. وتشترك غينيا الجديدة مع بابوا غينيا الجديدة في الجانب الشرقي.
يبلغ إجمالي مساحة اليابسة والبحر بما في ذلك المنطقة الاقتصادية الخالصة في إندونيسيا حوالي 7.9 مليون كيلومتر مربع.

## النزاعات

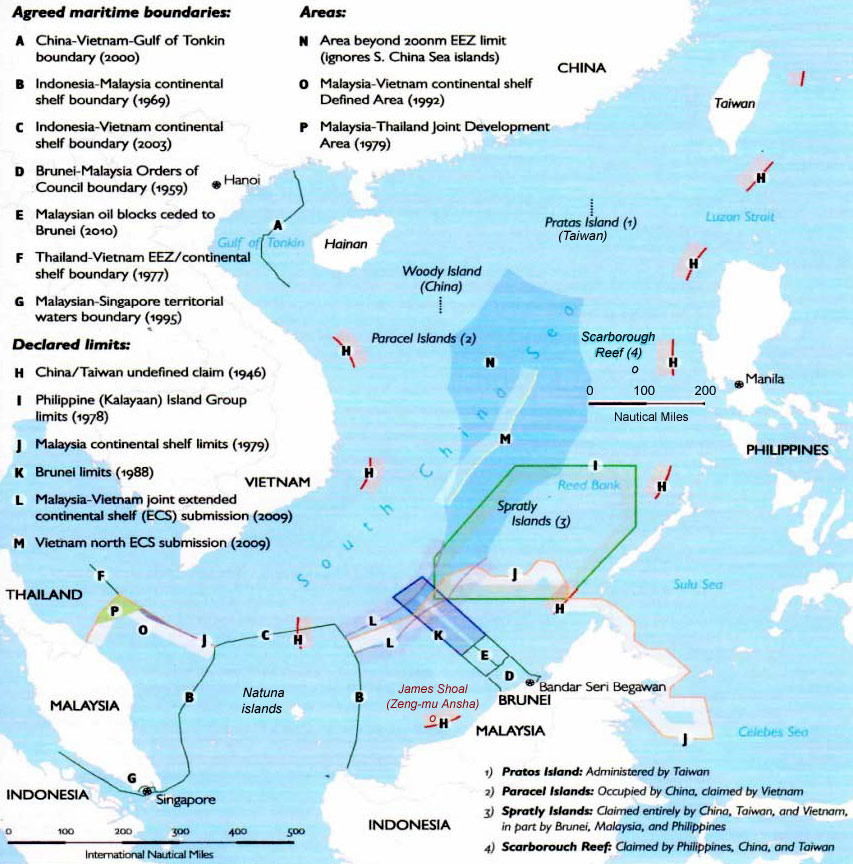
مطالبات واتفاقيات بحر الصين الجنوبي.

تتداخل أجزاء من خط التسعة داش الصيني مع المنطقة الاقتصادية الخالصة في إندونيسيا بالقرب من جزر ناتونا. تعتقد إندونيسيا أن مطالبة الصين بأجزاء من جزر ناتونا ليس لها أساس قانوني. في نوفمبر 2015 قال رئيس الأمن الإندونيسي لوهوت بانجايتان إن إندونيسيا قد تجر الصين نحو المحكمة الدولية إذا لم يتم حل مطالبة بكين بأغلبية بحر الصين الجنوبي وجزء من الأراضي الإندونيسية من خلال الحوار. احتجت الفلبين وفيتنام وماليزيا وبروناي وإندونيسيا رسميًا على استخدام هذا الخط.
في 26 مايو 2020 أرسلت إندونيسيا خطابًا رسميًا إلى الأمم المتحدة قالت فيه: «تؤكد إندونيسيا مجددًا أن خريطة الخط التسعة - داش التي تشير إلى المطالبة بالحقوق التاريخية تفتقر بوضوح إلى الأساس القانوني الدولي وهي بمثابة الإخلال بقانون اتفاقية الأمم المتحدة لقانون البحار 1982»، وأضافة: «كدولة طرف في بموجب اتفاقية الأمم المتحدة لقانون البحار لعام 1982، دعت إندونيسيا باستمرار إلى الامتثال الكامل للقانون الدولي، بما في ذلك اتفاقية الأمم المتحدة لقانون البحار لعام 1982. وتعلن إندونيسيا بموجب هذا أنها غير ملزمة بأية ادعاءات مخالفة للقانون الدولي، بما في ذلك اتفاقية الأمم المتحدة لقانون البحار لعام 1982».